# Herb wspólnoty autonomicznej Madrytu

Herb autonomicznej wspólnoty Madrytu

Herb wspólnoty autonomicznej Madrytu symbolizują:
- Czerwień, która jest barwą Kastylii;
- Dwa zamki, które symbolizują niegdysiejsze panowanie nad obiema Kastyliami. Gwiazdy wzięto z herbu miasta stołecznego Madrytu.

Jako herb wspólnoty autonomicznej przyjęty został 23 grudnia 1983 roku.